# Gianluigi Ricuperati
Gianluigi Ricuperati (Torino, 13 agosto 1977) è uno scrittore, saggista e curatore italiano.

## Biografia
Ha collaborato e collabora con La Repubblica, D di Repubblica, La Stampa, Abitare, Domus, GQ, Studio, il Domenicale de Il Sole 24 Ore, Il Sole 24 Ore, ITALIC.
Nel 2011 esce il suo romanzo d'esordio Il mio impero è nell'aria (ed. Minimum Fax). Nel 2009 pubblica La tua vita in 30 comode rate (ed. Laterza). Nel 2007 Viet Now - La memoria è vuota (ed. Bollati Boringhieri). Nel 2006 pubblica Fucked Up (ed. Bur RCS); e, con Marco Belpoliti, pubblica la prima monografia dedicata al disegnatore Saul Steinberg. Nel 1999 traduce (ed. Einaudi Stile Libero) The Wild Party.
Nel 2012 cura Giorno Per Giorno il progetto promosso dalla Fondazione per l'Arte Moderna e Contemporanea CRT nell'ambito di Contemporary Torino+Piemonte e coordinato da Artissima: dieci giorni di arte, scienza, e culture contemporanee. Nel 2010 lavora con il Castello di Rivoli - Museo d'Arte contemporanea. Nel 2009, con Stefano Boeri e Fabrizio Gallanti, co-cura Urbania, festival internazionale di Urbanistica a Bologna. Nel 2007 e nel 2008, insieme a Stefano Boeri, dirige Festarch, festival internazionale di Architettura a Cagliari.
Da gennaio 2010 a novembre 2011 ha ideato e diretto Canale 150 – gli italiani di ieri raccontati dai protagonisti di oggi, iniziativa per la celebrazione dei 150 anni dell'Unità d'Italia sostenuta dal Comitato Italia 150 e da Telecom Italia.
Gianluigi Ricuperati è stato inoltre Direttore Creativo di Domus Academy della società americana Laureate. Al centro, secondo Ricuperati, c'è la multi-disciplinarità perché il dialogo tra le discipline è l'unica, concreta, chance.

## Opere
- EST. 2018, Tunué
- La scomparsa di me. 2017, Feltrinelli
- La produzione di meraviglia. 2013, Mondadori
- Il mio impero è nell'aria. 2011, Minimum Fax
- La tua vita in 30 comode rate. 2009, Laterza
- Viet Now – La memoria è vuota. 2007, Bollati Boringhieri
- Il corpo e il sangue d'Italia. 2007, Minimum Fax
- Fucked Up. 2006, Bur RCS

### Recensioni
- Il mio impero è nell'aria, su minimumfax.com.

### Interviste
- Domus Academy -Il Sole 24 Ore, su video.ilsole24ore.com.
- Domus Academy -GQ, su gqitalia.it.
- Domus Academy -Artribune, su artribune.com.
- Giorno per Giorno 2012, su youtube.com.
- Big Bang Leopolda 2011, su youtube.com.
- Castello di Rivoli, su youtube.com.
- Canale 150, su youtube.com.

| Controllo di autorità | VIAF (EN) 73606930 · ISNI (EN) 0000 0000 4489 3075 · SBN LO1V314790 · LCCN (EN) no2006054955 · GND (DE) 1130815056 · J9U (EN, HE) 987007308447805171 |